# Bolivar (Missouri)
Bolivar is een plaats (city) in de Amerikaanse staat Missouri, en valt bestuurlijk gezien onder Polk County.

## Demografie
Bij de volkstelling in 2000 werd het aantal inwoners vastgesteld op 9143.
In 2006 is het aantal inwoners door het United States Census Bureau geschat op 10.563, een stijging van 1420 (15,5%).

## Geografie
Volgens het United States Census Bureau beslaat de plaats een oppervlakte van
16,2 km², geheel bestaande uit land. Bolivar ligt op ongeveer 322 m boven zeeniveau.

## Plaatsen in de nabije omgeving
De onderstaande figuur toont nabijgelegen plaatsen in een straal van 24 km rond Bolivar.